# 臺灣漫遊錄
《臺灣漫遊錄》是由台灣作家楊双子創作的小說，於2021年出版。本書的英譯本於2024年獲得美國國家圖書獎翻譯文學獎，是首本獲得該獎的台灣作品。

## 簡介
本書由楊双子創作，但假借書中主角青山千鶴子為作者，並稱由自己重新翻譯出版。在書中，青山千鶴子為一名日本作家，受邀前往受日本殖民的台灣。故事描述他與通譯王千鶴在台灣遊歷、互動的過程，書中並同時對台灣食物、名勝有詳盡描繪。
本書章節由12道菜餚作為篇名，為考證當時飲食、文化背景，楊双子閱讀許多當時的食譜、日記等歷史文獻以深刻描述書中情節。

## 虛構之爭
本書最初出版時因為定位為翻譯作品而非虛構小說，並讓青山千鶴子與楊双子列為共同作者而引發文學界討論，作家、評論家等在「託名虛構」、文學技法、翻譯作為小說核心等議題上各有不同見解。
出版社在該書出版後發表聲明，稱此舉「是本於文學精神所做的嘗試」，也稱書本線索能讓讀者解謎。但因聲明發布後仍有讀者誤會，故該書再版後作者一欄僅有楊双子，也定調此書為虛構作品。
楊双子為楊若慈、楊若暉的共同筆名，楊若慈稱，本書的虛構情事是為紀念於2015年逝世的妹妹楊若暉，本希望在出版後公布。但書中假託楊若暉撰寫的後記也讓親友誤會，故楊若慈在出版前便公布該書為虛構。

## 榮譽
本書在2021年時獲得金鼎獎文學圖書獎，後本書日文版《台湾漫遊鉄道のふたり》於2024年獲得日本翻譯大賞，是首本獲獎的台灣作品。
同在2024年，由金翎翻譯的英文版《Taiwan Travelogue》獲得美國國家圖書獎翻譯文學獎，亦為首本獲獎的台灣作品。評論稱該書深度反思殖民、翻譯等議題，並詳細描繪台灣的食物。